# میلدرد برک
میلدرد برک (به انگلیسی: Mildred Burke) (متولد ۵ اوت ۱۹۱۵–۱۸ فوریه ۱۹۸۹) یک کشتی کج‌کار حرفه‌ای آمریکایی بود. او در مجموع سه بار قهرمان جهان زنان با تجسم‌ها و شناخت‌های مختلف است.
دوران اوج برک از اواسط دهه ۱۹۳۰ تا اواسط دهه ۱۹۵۰ ادامه داشت، زمانی که او مسابقات قهرمانی زنان جهان را برای تقریباً بیست سال برگزار کرد. بورک در سال ۱۹۳۵ شروع به کشتی گرفتن با مردان در کارناوال کرد.
فیلم سینمایی شهبانوی رینگ (۲۰۲۵) بر اساس زندگینامه او ساخته شده است.